# Alain Brice
Alain Brice (né Alain Bris le 3 décembre 1948 à Bordeaux et mort le 4 octobre 2002 à Carpentras) est un auteur-compositeur-interprète français.
Il est notamment le compositeur de la chanson Ma gonzesse de Renaud. Son plus grand succès en tant qu'interprète est Et je crois que c'est l'amour (1979), extrait de son album Et d'un !.
En 1973 il fait partie de la troupe de l'opéra rock La Révolution française. Il fit la première partie de Patrick Sébastien à l'Olympia en 1979 (avec Marcel Dadi).
Il meurt accidentellement en 2002.